# Lijst van beschermd erfgoed in de gemeente Betzdorf
In deze lijst van beschermd erfgoed in de gemeente Betzdorf zijn alle geclassificeerde nationale monumenten van de Luxemburgse gemeente Betzdorf opgenomen.

## Monumenten per plaats

### Berg
| Object                          | Bouwjaar/architect | Locatie | Datum beschermd?      | Coördinaten | Afbeelding |
| ------------------------------- | ------------------ | ------- | --------------------- | ----------- | ---------- |
| Kasteelhoeve en diens aanbouwen |                    |         | 14 november 2003 (MN) |             |            |

### Betzdorf
| Object        | Bouwjaar/architect | Locatie          | Datum beschermd?      | Coördinaten | Afbeelding |
| ------------- | ------------------ | ---------------- | --------------------- | ----------- | ---------- |
| Oude pastorie |                    |                  | 16 november 1978 (IS) |             |            |
| Boerderij     |                    | 2, rue d'Olingen | 5 april 2012 (IS)     |             |            |

### Mensdorf
| Object                                  | Bouwjaar/architect | Locatie            | Datum beschermd?      | Coördinaten | Afbeelding |
| --------------------------------------- | ------------------ | ------------------ | --------------------- | ----------- | ---------- |
| Gebouw «Al Schmëtt»                     |                    |                    | 4 februari 2005 (MN)  |             |            |
| Gebouw                                  |                    | rue de l'Ecole 8   | 4 februari 2005 (MN)  |             |            |
| Gebouw                                  |                    | rue de l'Ecole 10  | 4 februari 2005 (MN)  |             |            |
| Gebouw                                  |                    | rue de la Grotte 2 | 28 juli 2006 (MN)     |             |            |
| Percelen                                |                    |                    | 9 november 1971 (IS)  |             |            |
| Gebouw                                  |                    | rue Principale 14  | 21 november 2000 (IS) |             |            |
| Laan met kastanjebomen                  |                    |                    | 7 mei 1980 (IS)       |             |            |
| Gebouwen van de oude molen van mensdorf |                    | rue du Moulin 15   | 28 april 2010 (IS)    |             |            |

### Roodt-sur-Syre
| Object            | Bouwjaar/architect | Locatie                | Datum beschermd?     | Coördinaten | Afbeelding |
| ----------------- | ------------------ | ---------------------- | -------------------- | ----------- | ---------- |
| Gebouw            |                    | route de Luxembourg 18 | 31 mei 2000 (IS)     |             |            |
| Gebouw met plaats |                    | rue du Moulin 1        | 5 november 2002 (IS) |             |            |
| Gebouw met plaats |                    | rue du Moulin 3        | 5 november 2002 (IS) |             |            |

## Bron
- Liste des immeubles et objets classés monuments nationaux ou inscrits à l'inventaire supplémentaire